# تياغو فولبي
تياغو فولبي (بالبرتغالية: Tiago Luis Volpi‏) (19 ديسمبر 1990 ببلوميناو في البرازيل - ) هو لاعب كرة قدم برازيلي في مركز حراسة المرمى. لعب مع نادي فيغورينسي وLuverdense Esporte Clube ‏ وEsporte Clube São José ‏ ونادي كيريتارو.

## وصلات خارجية
- تياغو فولبي على موقع قاعدة بيانات كرة القدم.إي يو (الإنجليزية)
- تياغو فولبي على موقع Soccerway.com (الإنجليزية)